# Pic Maubic
Le pic Maubic est un sommet des Pyrénées françaises.

## Géographie

### Situation
Il est situé dans le département des Hautes-Pyrénées dans le massif du Néouvielle, près de Saint-Lary-Soulan dans le parc national des Pyrénées et près de la réserve naturelle nationale du Néouvielle.

### Topographie
Le pic Maubic est situé entre le pic Long (3 192 m) au sud et le col Tourrat (2 604 m) au nord sur l'arête de Cap de Long.
Il surplombe à l'ouest le glacier du Lac Tourrat, au nord-ouest le lac Tourrat (2 619 m), le barrage de Cap de Long (2 161 m) au nord-est et le glacier de Pays-Baché au sud.

### Hydrographie
Le sommet délimite la ligne de partage des eaux entre les bassins de l'Adour côté ouest et de la Garonne côté est, qui se déversent dans l'Atlantique.